# Jättevädd
Jättevädd (Cephalaria gigantea) är en växtart i familjen väddväxter.